# كسوف الشمس 3 سبتمبر 2081
سيحدث كسوف كلي للشمس يوم الأربعاء 3 سبتمبر 2081. يحدث كسوف الشمس عندما يمر القمر بين الأرض والشمس ، وبالتالي يحجب صورة الشمس كليًا أو جزئيًا عن مشاهد على الأرض. يحدث الكسوف الكلي للشمس عندما يكون القطر الظاهري للقمر أكبر من قطر الشمس ، مما يحجب كل ضوء الشمس المباشر ، ويحول النهار إلى ظلام. تحدث الكلية في مسار ضيق عبر سطح الأرض ، مع كسوف جزئي للشمس مرئي فوق المنطقة المحيطة بعرض آلاف الكيلومترات. فإن الطريق من مجمل يبدأ في المحيط الأطلسي ، قبالة البر الأوروبي في 07:26:49 UTC وستنتهي في الاندونيسية جزيرة جاوة في 10:43:03 UTC.

## البلدان والأقاليم التي تشهد الكسوف الكلي
- غيرنسي
- جيرسي
- فرنسا
- سويسرا
- ألمانيا
- ليختنشتاين
- إيطاليا
- سلوفينيا
- كرواتيا
- هنغاريا
- البوسنة والهرسك
- صربيا
- رومانيا
- بلغاريا
- تركيا
- سوريا
- العراق
- إيران
- الكويت
- المملكة العربية السعودية
- البحرين
- دولة قطر
- الإمارات العربية المتحدة
- سلطنة عمان
- جزر المالديف
- إندونيسيا

### كسوف الشمس 2080-2083
هذا الكسوف هو جزء من سلسلة كسوف الشمس 2080-2083. يتكرر الكسوف في كل 177 يومًا تقريبًا و 4 ساعات في العقد المتناوبة من مدار القمر.
| 121 | مارس 21, 2080 جزئي   | 126 | سبتمبر 13, 2080 جزئي |
| 131 | مارس 10, 2081 حلقي   | 136 | سبتمبر 3, 2081 كلي   |
| 141 | فبراير 27, 2082 حلقي | 146 | أغسطس 24, 2082 كلي   |
| 151 | فبراير 16, 2083 جزئي | 156 | أغسطس 13, 2083 جزئي  |

### ساروس 136
يحتوي ساروس 136 ، الذي يتكرر كل 18 عامًا ، 11 يومًا ، على 71 حدثًا.
- بدأت السلسلة بكسوف جزئي للشمس في 14 يونيو 1360 ،
- وصل إلى أول خسوف حلقي في 8 سبتمبر 1504 ،
- كان حدثًا هجينًا من 22 نوفمبر 1612 حتى 17 يناير 1703 ،
- خسوفًا كليًا من 27 يناير 1721. حتى 13 مايو 2496.
- تنتهي السلسلة في العضو 71 ككسوف جزئي في 30 يوليو 2622 ،

مع استمرار المسلسل بأكمله 1262 عامًا. أطول خسوف حدث في 20 يونيو 1955 ، وكانت أقصى مدة إجمالية تبلغ 7 دقائق و 7.74 ثانية. تحدث جميع الكسوفات في هذه السلسلة عند العقدة الهابطة للقمر.
| تحدث أعضاء السلسلة 29-43 بين عامي 1865 و 2117 | تحدث أعضاء السلسلة 29-43 بين عامي 1865 و 2117 | تحدث أعضاء السلسلة 29-43 بين عامي 1865 و 2117 |
| 29                                            | 30                                            | 31                                            |
| --------------------------------------------- | --------------------------------------------- | --------------------------------------------- |
| أبريل 25, 1865 [الإنجليزية]                   | مايو 6, 1883 [الإنجليزية]                     | مايو 18, 1901 [الإنجليزية]                    |
| 32                                            | 33                                            | 34                                            |
| مايو 29, 1919 [الإنجليزية]                    | يونيو 8, 1937 [الإنجليزية]                    | يونيو 20, 1955 [الإنجليزية]                   |
| 35                                            | 36                                            | 37                                            |
| يونيو 30, 1973 [الإنجليزية]                   | يوليو 11, 1991 [الإنجليزية]                   | يوليو 22, 2009                                |
| 38                                            | 39                                            | 40                                            |
| أغسطس 2, 2027                                 | أغسطس 12, 2045                                | أغسطس 24, 2063                                |
| 41                                            | 42                                            | 43                                            |
| سبتمبر 3, 2081                                | سبتمبر 14, 2099                               | سبتمبر 26, 2117 [الإنجليزية]                  |

### سلسلة اينكس
هذا الكسوف هو جزء من دورة اينكس طويلة الأمد ، يتكرر عند العقد المتناوبة ، كل 358 شهرًا سينوديًا (≈ 10571.95 يومًا ، أو 29 عامًا ناقص 20 يومًا).
مظهرها وخط طولها غير منتظمين بسبب عدم التزامن مع الشهر غير الطبيعي (فترة الحضيض). ومع ذلك ، فإن مجموعات 3 دورات اينكس (87 سنة ناقص شهرين) تقترب (≈ 1،151.02 شهرًا غير طبيعي) ، لذا فإن الكسوف متشابه في هذه المجموعات.
| أعضاء سلسلة Inex بين عامي 1901 و 2100:       | أعضاء سلسلة Inex بين عامي 1901 و 2100:        | أعضاء سلسلة Inex بين عامي 1901 و 2100:        |
| -------------------------------------------- | --------------------------------------------- | --------------------------------------------- |
| </img> </br>3 يناير 1908 </br> (ساروس 130)   | </img> </br> 13 ديسمبر 1936 </br> (ساروس 131) | </img> </br> 23 نوفمبر 1965 </br> (ساروس 132) |
| </img> </br> 3 نوفمبر 1994 </br> (ساروس 133) | </img> </br> 14 أكتوبر 2023 </br> (ساروس 134) | </img> </br> 22 سبتمبر 2052 </br> (ساروس 135) |
| </img> </br> 3 سبتمبر 2081 </br> (ساروس 136) |                                               |                                               |

### سلسلة تريتوس
هذا الكسوف هو جزء من دورة تريتوس ، يتكرر عند العقد المتناوبة كل 135 شهرًا متزامنًا (≈ 3986.63 يومًا ، أو 11 عامًا ناقص شهر واحد). مظهرها وخط طولها غير منتظمين بسبب نقص التزامن مع الشهر غير الطبيعي (فترة الحضيض) ، لكن التجمعات المكونة من 3 دورات تريتوس (33 عامًا ناقص 3 أشهر) تقترب (≈ 434.044 شهرًا غير طبيعي) ، لذا فإن الكسوف متشابه في هذه التجمعات.[بحاجة لمصدر]
| أعضاء سلسلة تريتوس بين عامي 1901 و 2100 | أعضاء سلسلة تريتوس بين عامي 1901 و 2100 | أعضاء سلسلة تريتوس بين عامي 1901 و 2100 | أعضاء سلسلة تريتوس بين عامي 1901 و 2100 |
| --------------------------------------- | --------------------------------------- | --------------------------------------- | --------------------------------------- |
| 9 سبتمبر 1904 (ساروس 133)               | 10 أغسطس 1915 (ساروس 134)               | 9 يوليو 1926 (ساروس 135)                |                                         |
| 8 يونيو 1937 (ساروس 136)                | 9 مايو 1948 (ساروس 137)                 | 8 أبريل 1959 (ساروس 138)                |                                         |
| 7 مارس 1970 (ساروس 139)                 | 4 فبراير 1981 (ساروس 140)               | 4 يناير 1992 (ساروس 141)                |                                         |
| 4 ديسمبر 2002 (ساروس 142)               | 3 نوفمبر 2013 (ساروس 143)               | 2 أكتوبر 2024 (ساروس 144)               |                                         |
| 2 سبتمبر 2035 (ساروس 145)               | 2 أغسطس 2046 (ساروس 146)                | 1 يوليو 2057 (ساروس 147)                |                                         |
| 31 مايو 2068 (ساروس 148)                | 1 مايو 2079 (ساروس 149)                 | 31 مارس 2090 (ساروس 150)                |                                         |

### سلسلة ميتونيك
تتكرر السلسلة ميتونيك كل 19 عامًا (6939.69 يومًا) ، وتستمر حوالي 5 دورات. يحدث الكسوف في نفس تاريخ التقويم تقريبًا. بالإضافة إلى ذلك ، تتكرر سلسلة اكتون الفرعية 1/5 من ذلك أو كل 3.8 سنوات (1387.94 يومًا). تحدث جميع الكسوفات في هذا الجدول عند العقدة الهابطة للقمر.
| 21 أحداث الكسوف بين 21 يونيو 1982 و 21 يونيو 2058 | 21 أحداث الكسوف بين 21 يونيو 1982 و 21 يونيو 2058 | 21 أحداث الكسوف بين 21 يونيو 1982 و 21 يونيو 2058 | 21 أحداث الكسوف بين 21 يونيو 1982 و 21 يونيو 2058 | 21 أحداث الكسوف بين 21 يونيو 1982 و 21 يونيو 2058 |
| يونيو21                                           | أبريل 8–9                                         | يناير26                                           | نوفمبر 13–14                                      | سبتمبر 1–2                                        |
| 107                                               | 109                                               | 111                                               | 113                                               | 115                                               |
| ------------------------------------------------- | ------------------------------------------------- | ------------------------------------------------- | ------------------------------------------------- | ------------------------------------------------- |
| يونيو21, 1963                                     | أبريل 9, 1967                                     | يناير26, 1971                                     | نوفمبر 14, 1974                                   | سبتمبر 2, 1978                                    |
| 117                                               | 119                                               | 121                                               | 123                                               | 125                                               |
| يونيو21, 1982 [الإنجليزية]                        | أبريل 9, 1986 [الإنجليزية]                        | يناير26, 1990 [الإنجليزية]                        | نوفمبر 13, 1993 [الإنجليزية]                      | سبتمبر 2, 1997 [الإنجليزية]                       |
| 127                                               | 129                                               | 131                                               | 133                                               | 135                                               |
| يونيو21, 2001                                     | أبريل 8, 2005                                     | يناير26, 2009                                     | نوفمبر 13, 2012                                   | سبتمبر 1, 2016                                    |
| 137                                               | 139                                               | 141                                               | 143                                               | 145                                               |
| يونيو21, 2020                                     | أبريل 8, 2024                                     | يناير26, 2028                                     | نوفمبر 14, 2031                                   | سبتمبر 2, 2035                                    |
| 147                                               | 149                                               | 151                                               | 153                                               | 155                                               |
| يونيو21, 2039 [الإنجليزية]                        | أبريل 9, 2043 [الإنجليزية]                        | يناير26, 2047 [الإنجليزية]                        | نوفمبر 14, 2050 [الإنجليزية]                      | سبتمبر 2, 2054 [الإنجليزية]                       |
| 157                                               |                                                   |                                                   |                                                   |                                                   |
| يونيو21, 2058 [الإنجليزية]                        |                                                   |                                                   |                                                   |                                                   |

## روابط خارجية
- رسومات ناسا
- خريطة تفاعلية للكسوف من وكالة ناسا
- www.solar-eclipse.de - متوسط التغطية السحابية والمدن على طول مسار الكسوف
- رسومات ناسا